# Осока пальчатая
Осо́ка пальча́тая (лат. Carex digitata) — многолетнее травянистое растение, вид рода Осока (Carex) семейства Осоковые (Cyperaceae).

## Ботаническое описание
Ярко-зелёное растение, с ползучим дернистым корневищем.
Стебли сплюснуто-трёхгранные, кверху могут быть шероховатыми, (8)10—40(50) см высотой, окружены у основания тёмно-пурпурными влагалищами, большей частью без листовых пластинок. Репродуктивные побеги боковые.
Листья мягкие, плоские, 3—6 мм шириной, короче стеблей, равные им или немного, редко, в 1,5—2(3—4) раза, длиннее, покрыты рассеянными щетинковидными волосками.
Соцветие (3)4—10 см длиной из 3—4 расставленных или, реже, сближенных (но не пучковидно) колосков, расположенных в верхней половине стебля. Верхний колосок тычиночный, не превышающий уровня верхнего пестичного, ланцетовидный, 1—1,5 см длиной, пурпурный, с продолговатыми, тупыми и ржавыми, по краю перепончатыми чешуями; остальные 1—2(5) пестичные, 5—10-цветковые, рыхлые, линейные, довольно узкие, 1,5—3 см длиной, на ножке до 3—4 см длиной. Кроющие чешуи обратно-продолговато-яйцевидные, наверху округлые или даже несколько выемчатые или кверху суженные, ржавые, со светлым килем, наверху выходящим в виде короткого шипика, немного короче мешочков. Мешочки в поперечном сечении трёхгранные, с плоскими или немного вогнутыми гранями, продолговато-обратнояйцевидные, (3,5)3,8—4,2(4,5) мм длиной, зеленоватые, позже ржавчатые, с жилками или без них, кверху равномерно коротко опушённые, с клиновидным основанием, оттянутым в утолщённую ножку, круто переходят в короткий конический, несколько косой и буроватый, наверху цельный носик. Рылец 3. Кроющие листья состоят только из пурпурноокрашенных влагалищ, нижние из которых 1—2 см длиной, наверху нешироко перепончатых, острых или наверху с короткой пластинкой (до 1 см длиной).
Плод на карпофоре до 2 мм длиной. Плодоносит в апреле—мае.
Число хромосом 2n=48, 50, 52, 54.
Вид описан из Европы.

## Распространение  и экология
Европа; Прибалтика; Европейская часть России: все районы, кроме Арктики, низовий Волги, в Карело-Мурманском Карелия; Беларусь; Украина: все районы, в Причерноземье Донецкая область; Молдова; Кавказ: в Южном Закавказье Армения (район Дилижана и Зангезурский хребет, гора Хуступ); Западная Сибирь: бассейн реки Манья, притока реки Ляпин, окрестности Ханты-Мансийска и Тобольска, окрестности Тюмени; Западная Азия: Северо-Восточная Турция, Северный Иран.
Растёт в лиственных, смешанных, реже хвойных лесах, кустарникам, часто по склонам, обычно на карбонатной почве.
Плоды разносятся муравьями.